# Bien de Moor
Bien De Moor (De Pinte, 11 juni 1962) is een Vlaams actrice. Ze is sinds 2017 vast ensemblelid van theatergezelschap NITE.
Voor haar rol van Solange in De Meiden bij het NT ontving zij in 2005 de Theo d'Or.
Ze studeerde in 1985 af aan de toneelopleiding van Studio Herman Teirlinck te Antwerpen.
In 1996 speelde zij bij de KVS in Brussel de rol van het tweeslachtige personage Ariël in Shakespeares De Storm (The Tempest).
De kortfilm 'Vera' van de Nederlandse regisseur Thomas Korthals Altes met De Moor in de hoofdrol won in 2010 de grote prijs op het jaarlijkse kortfilmfestival 'Short Shorts Film Festival' in Tokio. De Moor nam in Tokio de prijs in ontvangst. Op het festival, zowat het grootste in zijn genre in Azië, won 'Vera' zowel de prijs in de categorie internationaal als de hoofdprijs van het festival. De film duurt ongeveer elf minuten en gaat over een alleenstaande vrouw, suppoost in een museum, die zich schoorvoetend ontfermt over een zwerver.

## Theater
- Nachtwacht (2025) - NITE, Club Guy & Roni, HIIIT, AskoISchönberg, NKK NXT
- Ocean Breeze (2024) - NITE
- ADI(C)SCO (2024) - Club Guy & Roni
- Yara’s Wedding (2023) - NITE en Schauspiel Hannover
- EXIT Macbeth (2022) - Noord Nederlands Toneel
- Witch Hunt (2022) - Noord Nederlands Toneel, Club Guy & Roni
- Before/After (2021) - NITE
- NITE Delivery (2021) - NITE
- Oom Wanja (2020) - Noord Nederlands Toneel
- Love (2019) - Club Guy & Roni, GöteborgsOperans Danskompani, Slagwerk Den Haag, Asko|Schönberg
- Brave New World 2.0 (2019) - NITE (NNT, Club Guy & Roni, Asko|Schönberg, Slagwerk Den Haag)
- Dorian (2018) - Noord Nederlands Toneel
- Salam (2018) - NNT, Club Guy & Roni, Asko|Schönberg
- Carrousel (2017) - Noord Nederlands Toneel / Club Guy & Roni / K[h]AOS
- Phaedra’s Love (2015) - Toneelschuur Producties / Nina Spijkers
- Dracula (2014) - De Tijd
- De bittere tranen van Petra von Kant (2011) - NT Gent, Het Nationale Toneel

## Rollen
- Julia in Fernado Krapp van Tankred Dorst
- Irena'' in De Drie Zusters van Tsjechov
- Sandy in Grease
- Chiffon in Little Shop of Horrors (musical van het Koninklijk Ballet van Vlaanderen)
- Solange in De Meiden bij het NT
- Edith in Practical Pistol Shooting
- Eline in Happy Together
- Marian in Code Blue
- Lady Capulet in Roméo et Juliette (Shakespeare/Beaunesne)
- Phaedra in Phaedra's Love
- Tante Henriette in ELIAS film 2007

- Gemeinsame Normdatei: 1023409011
- Virtual International Authority File: 306323772